# فيليبي فرانسيسكيني
فيليبي فرانسيسكيني (من مواليد 2 أكتوبر 1991) سياسي ومحامي برازيلي. أمضى حياته السياسية في تمثيل بارانا، حيث شغل منصب ممثل الولاية في مجلس النواب بالهيئة التشريعية الوطنية منذ عام 2019 والمجلس التشريعي للولاية من 2011 إلى 2019.

## الحياة الشخصية
فرانسيسكيني هو نجل السياسي ورئيس الشرطة فرناندو فرانسيسكيني، المعروف باسم ديلفادو فرانسيسكيني. خدم والده أيضًا في كل من المجلس التشريعي للولاية ومجلس النواب في الهيئة التشريعية الوطنية. فرانسيسكيني هو مسيحي إنجيلي وعضو في جمعيات الله في الكنيسة الخمسينية.

## الحياة السياسية
تم انتخاب فرانسيسكيني بحوالي 36.000 صوتًا للجمعية التشريعية في بارانا في عام 2014، على الرغم من حقيقة أنه ليس لديه خبرة سياسية وتخرج للتو من الجامعة. في الانتخابات العامة البرازيلية لعام 2018 قام فرانسيسشيني ووالده بتبديل الأدوار، حيث ترشح فيليبي لمقعد والده في المجلس التشريعي الوطني، بينما ترشح فرناندو لمقعد ابنه في الهيئة التشريعية الأدنى. تم التفكير في أسباب هذه الخطوة المفاجئة من قبل وسائل الإعلام، بدءًا من رغبة فرناندو فرانسيسكيني في قضاء المزيد من الوقت مع ابنه الآخر المصاب بالتوحد، أو طموحات فيليبي السياسية، أو حقيقة أن فرناندو يريد في النهاية الترشح لمنصب عمدة كوريتيبا. في انتخابات 2018 حصل فرانسيسشيني على 241.537 صوتًا أو 4.21٪ وانتُخب لمجلس النواب الفيدرالي.
على عكس والده الذي غالبًا ما يكون صريحًا وغير اعتذاري في الأماكن العامة، يُنظر إلى فرانسيسكيني على أنه مهذب، على الرغم من أنه يشارك والده موقف والده المحافظ الذي لا هوادة فيه. وصفته صحيفة جازيتا دو بوفو البرازيلية بأنه «فتى الملصقات» للحركة اليمينية في البرازيل.